# Bad News Bears
 Bad News Bears és una pel·lícula estatunidenca dirigida per Richard Linklater, estrenada el 2005.

## Argument
Morris Buttermaker (Thornton), un antic jugador de beisbol professional, pensa guanyar diners fàcilment fent-se entrenador d'un equip lamentable d'una petita lliga. Es troba al capdavant d'un grup indiciplinat de jugadors mediocres que transformen el camp dels somnis en un verdader malson! Burlat per un entrenador rival arrogant (Greg Kinnear), empentat per la seva nova empresària (Marcia Gay Harden) i desafiat pels seus protegits, Buttermaker ha de posar-se a la feina i ajudar els seus jugadors a realitzar l'inimaginable: formar un equip.

## Repartiment
- Billy Bob Thornton: Morris Buttermaker
- Greg Kinnear: Roy Bullock
- Marcia Gay Harden: Liz Whitewood
- Sammi Kane Kraft: Amanda Whurlitzer
- Ridge Canipe: Toby Whitewood
- Brandon Craggs: Mike Engelberg
- Jeffrey Davies: Kelly Leak
- Timmy Deters: Tanner Boyle
- Carlos Estrada: Miguel Agilar
- Emmanuel Estrada: Jose Agilar
- Troy Gentile: Matthew Hooper
- Kenneth 'K.C.' Harris: Ahmad Abdul Rahim
- Aman Johal: Prem Lahiri
- Jeffrey Tedmori: Garo Daragebrigadian
- Carter Jenkins: Joey Bullock

## Al voltant de la pel·lícula
- Es tracta d'un remake de The Bad News Bears, dirigida per Michael Ritchie el 1976.
- Els guionistes Glenn Ficarra i John Requa eren ja els autors de Bad Santa, una comèdia de la qual Billy Bob Thornton tenia igualment el paper principal.

## Banda original
- Centerfield, interpretat per John Fogerty
- Carmen, composta per Georges Bizet
- Habanera, composta per Georges Bizet i interpretada per Andre Kostelanetz & His Orchestra
- Pizzicato Polka, interpretada per Gary Sredzienski
- Na Wesele Witosa (At Wito's Wedding), interpretada per Gary Sredzienski
- Close to Champaign, interpretada per Los Straight Jackets
- Wack Wack, interpretada per The Young Holt Trio
- Dynasty 2, composta per Ken Rasner i Robert Lyon Rasner
- Stranglehold, interpretada per Ted Nugent
- Star Spangled Banner, composta per Francis Scott Key
- Estrella Spangled Banner, compost per Francis Scott Key
- Shinin On, interpretada per Grand Funk
- Everything is Alright, interpretada per Motion City Soundtrack
- Muscle of Love, interpretada per Alice Cooper
- Cocaine, interpretada per Eric Clapton
- Wipeout, interpretada per Phantom Planet
- Isn't It Romantic, composta per Lorenz Hart i Richard Rodgers
- This is War, interpretada per Ben Kweller
- Promise, interpretada per Simple Plan
- Bad Reputation, interpretada per Senses Fail